# Leishmaniavirus
Leishmaniavirus (лат.) — род вирусов семейства Totiviridae. Были выделены из ряда штаммов лейшманий Нового Света, таких как Leishmania braziliensis и Leishmania guyanensis, а также из одного штамма Leishmania major.
Вирионы в форме икосаэдра, в диаметре около 33 нм. Содержат двухцепочечную РНК длиной около 5,3 kb.
По данным Международного комитета по таксономии вирусов (ICTV), на май 2016 г. в род включают 2 вида:
- Leishmania RNA virus 1typus
- Leishmania RNA virus 2